# Heinrich Stranka

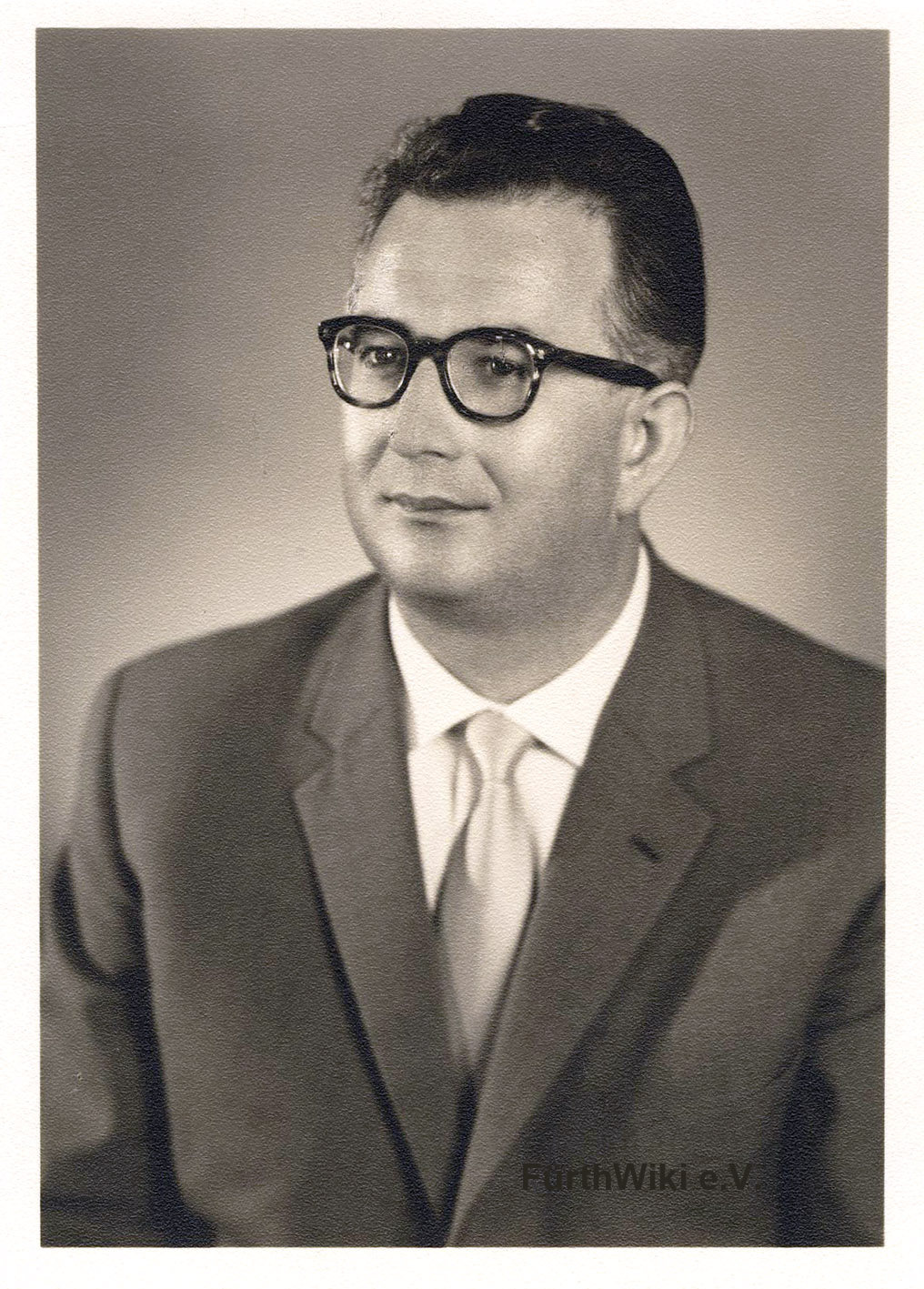
Heinrich Stranka

Heinrich Stranka (* 10. Mai 1922 in Pomeisl, Tschechoslowakei; † 13. November 1983) war ein deutscher Rechtsanwalt und Kommunalpolitiker (SPD).

## Werdegang
Stranka wurde nach dem Abitur 1940 zum Kriegsdienst einberufen. Er geriet in britische Gefangenschaft. Nach seiner Heimkehr studierte er von 1947 bis 1950 Rechtswissenschaften. Den juristischen Vorbereitungsdienst absolvierte er am Oberlandesgericht Nürnberg. Ab 1955 war er in Fürth als Rechtsanwalt niedergelassen.
1947 wurde er Mitglied der Jungsozialisten und von 1950 bis 1958 war er Juso-Bezirksvorsitzender in Franken. 1948 zog er in den Fürther Stadtrat ein. Von August 1963 bis zu seinem Tod war er 2. Bürgermeister von Fürth. Bei der Oberbürgermeisterwahl am 8. März 1964 unterlag er Kurt Scherzer (FDP) mit 48,3 % zu 51,7 % der Stimmen.
Er war Mitglied des Bundesvorstandes und des bayerischen Landesvorstandes der Seliger-Gemeinde.

## Ehrungen
- 1977: Verdienstkreuz am Bande der Bundesrepublik Deutschland
- 1982: Verdienstkreuz 1. Klasse der Bundesrepublik Deutschland
- Heinrich-Stranka-Brunnen auf der Hardhöhe von Gudrun Kunstmann
- Heinrich-Stranka-Straße in Fürth-Poppenreuth